# Палладийгольмий
Палладийгольмий — бинарное неорганическое соединение
палладия и гольмия
с формулой HoPd,
кристаллы.

## Получение
- Сплавление стехиометрических количеств чистых веществ:

{\displaystyle {\mathsf {Pd+Ho\ {\xrightarrow {1480^{o}C}}\ HoPd}}}

## Физические свойства
Палладийгольмий образует кристаллы нескольких модификаций:
- α-HoPd, ромбическая сингония, пространственная группа P nma, параметры ячейки a = 0,7718 нм, b = 0,4242 нм, c = 0,5604 нм, Z = 4, структура типа борида железа FeB;
- β-HoPd, кубическая сингония, пространственная группа P m3m, параметры ячейки a = 0,3467 нм, Z = 1, структура типа хлорида цезия CsCl [1][2][3][4].

Фазовый переход α-HoPd ↔ β-HoPd происходит в интервале температур 665÷697°С.
Соединение конгруэнтно плавится при температуре 1480°C
и обладает областью гомогенности 48,5÷50 ат.% палладия.